# Atletism la Jocurile Olimpice de vară din 2016 - Săritura în lungime (masculin)
Proba masculină de săritură în lungime de la Jocurile Olimpice de vară din 2016 a avut loc în perioada 12–13 august la Stadionul Olimpic.

## Formatul competiției
Competiția a avut două etape: una de calificare și finala. În calificări, fiecare atlet a avut dreptul la trei sărituri. Atleții care au trecut peste baremul de calificare s-au calificat direct în finală. Dacă se calificau mai puțin de 12 atleți, tabelul finalei se completa până se ajungea la 12. Pentru finală fiecare atlet a avut dreptul la trei sărituri, după care primii opt clasați au avut dreptul la încă trei sărituri. 

## Recorduri
Înaintea acestei competiții, recordurile mondiale și olimpice erau următoarele:
| Record           | Atlet             | Rezultat | Loc                | Data              |
| ---------------- | ----------------- | -------- | ------------------ | ----------------- |
| World record     | Mike Powell (USA) | 8.95 m   | Tokyo, Japonia     | 30 august 1991    |
| Recordul olimpic | Bob Beamon (USA)  | 8.90 m   | Mexico City, Mexic | 18 octombrie 1968 |

## Rezultate

### Calificări
Baremul de calificare: 8,15 m (C) sau printre primii 12 săritori (c)
| Loc | Grupa | Nume                    | Țară                       | #1   | #2   | #3   | Rezultat    | Note      |
| --- | ----- | ----------------------- | -------------------------- | ---- | ---- | ---- | ----------- | --------- |
| 1   | B     | Wang Jianan             | China                      | 8.24 |      |      | 8.24        | (C), (SB) |
| 2   | A     | Jeff Henderson          | Statele Unite ale Americii | 8.20 |      |      | 8.20        | (C), (SB) |
| 3   | A     | Emiliano Lasa           | Uruguay                    | 8.14 | 8.02 | –    | 8.14        | (c)       |
| 4   | A     | Luvo Manyonga           | Africa de Sud              | x    | 8.12 | 8.10 | 8.12        | (c)       |
| 5   | A     | Rushwal Samaai          | Africa de Sud              | 8.03 | 7.96 | 7.82 | 8.03        | (c)       |
| 6   | A     | Henry Frayne            | Australia                  | 7.96 | 7.97 | 8.01 | 8.01        | (c)       |
| 7   | B     | Jarrion Lawson          | Statele Unite ale Americii | 7.99 | 7.62 | 7.96 | 7.99        | (c)       |
| 8   | B     | Fabrice Lapierre        | Australia                  | x    | 7.96 | 7.73 | 7.96        | (c)       |
| 9   | A     | Huang Changzhou         | China                      | 7.59 | 7.57 | 7.95 | 7.95        | (c)       |
| 10  | A     | Greg Rutherford         | Marea Britanie             | x    | x    | 7.90 | 7.90        | (c)       |
| 11  | A     | Kafétien Gomis          | Franța                     | 7.81 | 7.67 | 7.89 | 7.89        | (c)       |
| 12  | B     | Damar Forbes            | Jamaica                    | 7.85 | 7.68 | 7.62 | 7.85        | (c)       |
| 13  | B     | Radek Juška             | Cehia                      | 7.64 | 7.84 | 7.83 | 7.84        |           |
| 14  | A     | Kim Deok-hyeon          | Coreea de Sud              | 7.42 | 7.76 | 7.82 | 7.82        |           |
| 15  | B     | Maykel Massó            | Cuba                       | 7.79 | 7.73 | 7.81 | 7.81        |           |
| 16  | A     | Tyrone Smith            | Insulele Bermude           | 7.78 | 7.81 | 7.67 | 7.81        |           |
| 17  | B     | Chan Ming Tai           | Hong Kong                  | 7.79 | 7.76 | 7.42 | 7.79        |           |
| 18  | A     | Fabian Heinle           | Germania                   | 7.64 | x    | 7.79 | 7.79        |           |
| 19  | B     | Bachana Khorava         | Georgia                    | 7.72 | 7.77 | x    | 7.77        |           |
| 20  | B     | Jean Marie Okutu        | Spania                     | 7.75 | 7.72 | 7.53 | 7.75        |           |
| 21  | A     | Izmir Smajlaj           | Albania                    | 7.72 | 7.61 | x    | 7.72        |           |
| 22  | B     | Stefan Brits            | Africa de Sud              | 7.46 | 7.71 | x    | 7.71        |           |
| 23  | B     | Kanstantsin Barycheuski | Belarus                    | 7.39 | x    | 7.67 | 7.67        |           |
| 24  | B     | Ankit Sharma            | India                      | x    | x    | 7.67 | 7.67        |           |
| 25  | B     | Mike Hartfield          | Statele Unite ale Americii | 7.66 | x    | 7.66 | 7.66        |           |
| 26  | A     | Michel Tornéus          | Suedia                     | x    | 7.65 | 7.63 | 7.65        |           |
| 27  | A     | Miltiadis Tentoglou     | Grecia                     | x    | 7.64 | 7.57 | 7.64        |           |
| 28  | B     | Higor Alves             | Brazilia                   | 7.59 | x    | x    | 7.59        |           |
| 29  | B     | Mohammad Arzandeh       | Iran                       | 7.29 | 7.23 | 7.31 | 7.31        |           |
| 30  | B     | Alyn Camara             | Germania                   | 5.16 | x    | x    | 5.16        |           |
| 31  | A     | Gao Xinglong            | China                      | x    | x    | x    | fără notare |           |
| 31  | A     | Aubrey Smith            | Jamaica                    | x    | x    | x    | fără notare |           |

### Finala
| Loc | Nume             | Țară                       | #1   | #2   | #3   | #4                    | #5                    | #6                    | Rezultat | Note |
| --- | ---------------- | -------------------------- | ---- | ---- | ---- | --------------------- | --------------------- | --------------------- | -------- | ---- |
| 1   | Jeff Henderson   | Statele Unite ale Americii | 8.20 | 7.94 | 8.10 | 7.96                  | 8.22                  | 8.38                  | 8.38     | (SB) |
| 2   | Luvo Manyonga    | Africa de Sud              | 8.16 | x    | x    | 8.28                  | 8.37                  | x                     | 8.37     | (PB) |
| 3   | Greg Rutherford  | Marea Britanie             | 8.18 | 8.11 | 8.22 | 8.26                  | 8.09                  | 8.29                  | 8.29     |      |
| 4   | Jarrion Lawson   | Statele Unite ale Americii | 8.19 | 8.15 | 8.25 | x                     | x                     | 7.78                  | 8.25     |      |
| 5   | Wang Jianan      | China                      | 7.76 | 8.17 | 7.89 | 8.05                  | 8.13                  | 7.88                  | 8.17     |      |
| 6   | Emiliano Lasa    | Uruguay                    | 7.93 | 7.84 | 8.04 | 8.10                  | 7.92                  | 7.95                  | 8.10     |      |
| 7   | Henry Frayne     | Australia                  | 7.83 | 8.06 | x    | 8.03                  | 7.83                  | 7.83                  | 8.06     |      |
| 8   | Kafétien Gomis   | Franța                     | 7.54 | 7.57 | 8.05 | x                     | 7.55                  | 7.83                  | 8.05     |      |
| 9   | Rushwahl Samaai  | Africa de Sud              | 7.97 | 7.94 | x    | Nu a mers mai departe | Nu a mers mai departe | Nu a mers mai departe | 7.97     |      |
| 10  | Fabrice Lapierre | Australia                  | x    | 7.87 | x    | Nu a mers mai departe | Nu a mers mai departe | Nu a mers mai departe | 7.87     |      |
| 11  | Huang Changzhou  | China                      | 7.78 | x    | 7.86 | Nu a mers mai departe | Nu a mers mai departe | Nu a mers mai departe | 7.86     |      |
| 12  | Damar Forbes     | Jamaica                    | 7.63 | 7.74 | 7.82 | Nu a mers mai departe | Nu a mers mai departe | Nu a mers mai departe | 7.82     |      |

## Legendă
RA Record african | AM Record american | AS Record asiatic | RE Record european | OCRecord oceanic | RO Record olimpic | RM Record mondial | RN Record național | SA Record sud-american | RC Record al competiției | DNF Nu a terminat | DNS Nu a luat startul | DS Descalificare | EL Cea mai bună performanță europeană a anului | PB Record personal | SB Cea mai bună performanță a sezonului | WL Cea mai bună performanță mondială a anului